# أولوف بيرغستروم
أولوف بيرغستروم (بالسويدية: Olof Bergström)‏ هو مخرج وممثل سويدي، ولد في 21 نوفمبر 1919 في السويد، وتوفي بنفس المكان في 22 نوفمبر 1984.

## وصلات خارجية
- أولوف بيرغستروم على موقع IMDb (الإنجليزية)
- أولوف بيرغستروم على موقع قاعدة بيانات الأفلام السويدية (السويدية)
- أولوف بيرغستروم على موقع قاعدة بيانات الفيلم (الإنجليزية)